# Geologie von Eigg
Die Geologie von Eigg beschreibt die geologischen Verhältnisse auf der schottischen Insel Eigg.

## Etymologie

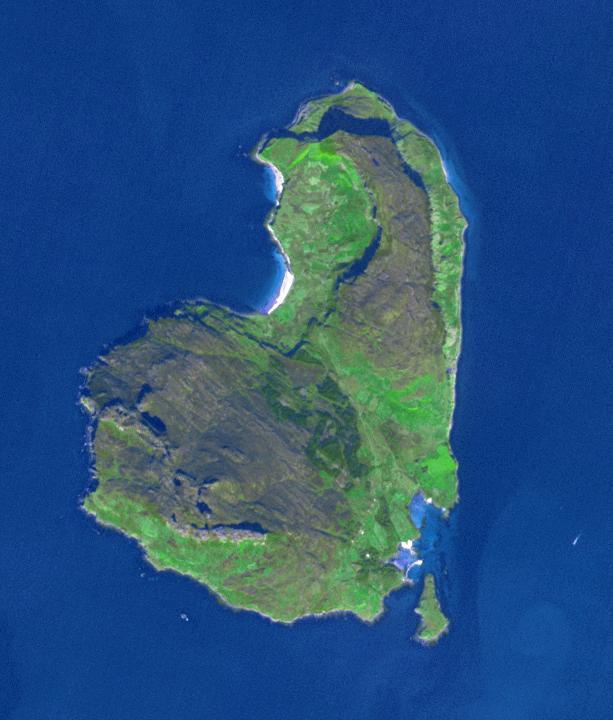
Satellitenbild von Eigg

Der Name der Insel Eigg leitet sich vom Schottisch-Gälischen eige ab, dem Genitiv von eag mit der Bedeutung „Kerbe, Scharte, Einfurchung“. Gemeint ist hiermit die ausgeprägte Niederung, die durch die Mitte der Insel in Richtung Südosten verläuft.

## Geographie
Eigg liegt geographisch in der Sea of the Hebrides, umgeben vom Sound of Eigg im Südwesten, vom Sound of Rùm im Nordwesten, vom Sound of Sleat im Nordosten und vom Sound of Arisaig im Südosten. Die Insel gehört zu den Inneren Hebriden. Benachbarte Inseln sind Muck, Rùm und Skye. Muck im Südwesten liegt knapp 5 Kilometer entfernt, nach Rùm im Nordwesten sind es 6,8 Kilometer. Skye im Nordosten ist mit 11,3 Kilometer bereits etwas weiter entfernt. Zum Festland im Osten bei Arisaig sind es rund 12 Kilometer, nach dem nächsten Hafen in Mallaig jedoch 21 Kilometer. Die Insel ist in Nordnordost-Südsüdwestrichtung 8,7 Kilometer lang und in Ost-West-Richtung 5,6 Kilometer breit. Höchste Erhebung ist der 393 Meter hohe An Sgùrr. Der Fährhafen mit neuem Pier liegt bei Galmisdale im Südosten.

## Geologie

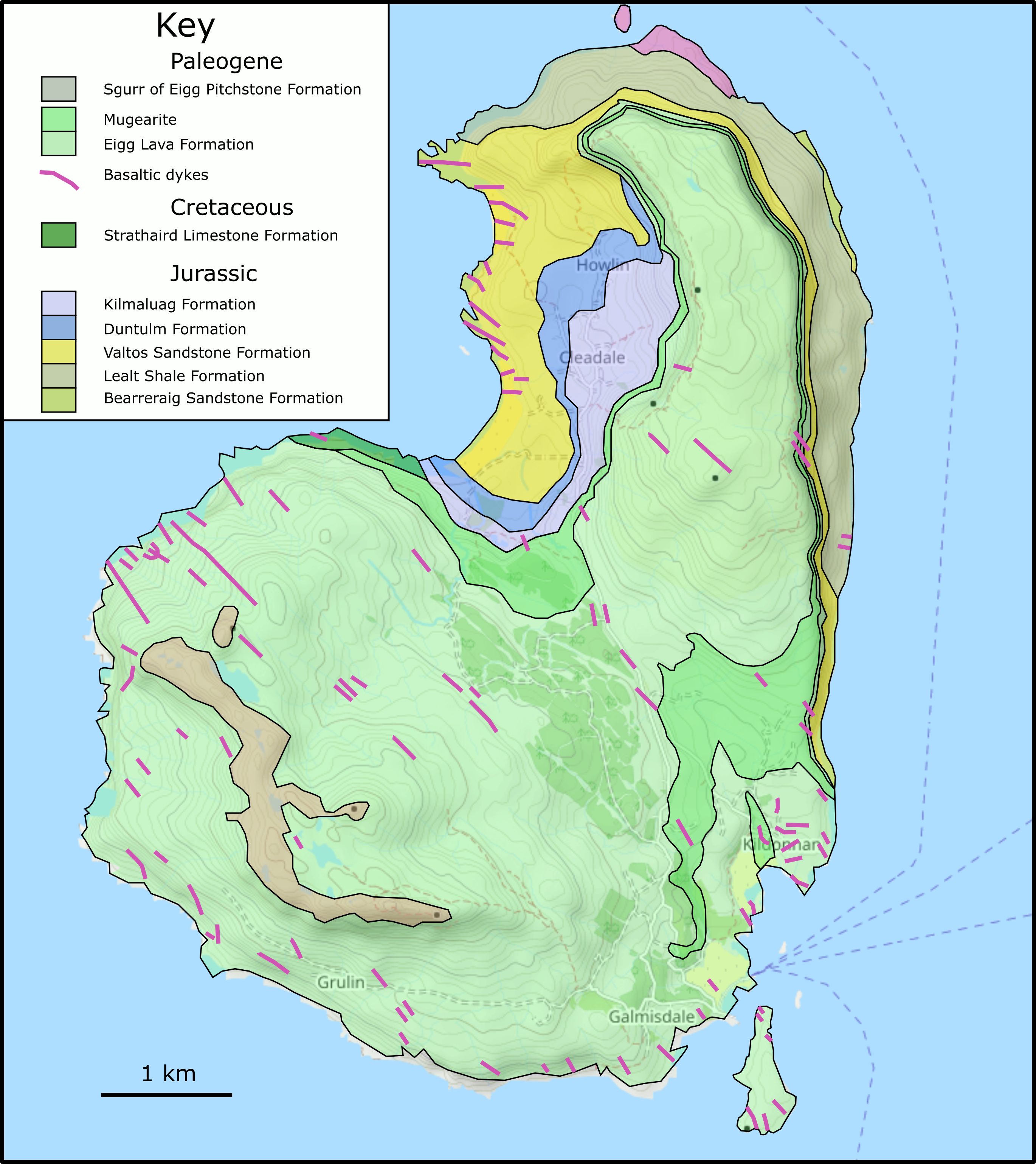
Geologische Karte von Eigg

Die ältesten Gesteine auf Eigg sind flachliegende Sedimente aus dem Mittleren Jura, gefolgt von Oberkreide. Paläozoisches oder präkambrisches Grundgebirge des Hebriden-Terrans bzw. des Northern-Highlands-Terrans ist nirgendwo auf der Insel aufgeschlossen. Die mesozoischen Ablagerungen werden sodann diskordant von der vulkanischen Eigg-Lava-Formation aus dem Paläozän (Thanetium) abgedeckt. Nach einer erneuten Diskordanz wurde an der Wende Paläozän/Eozän im Seelandium die ebenfalls vulkanische Sgurr-of-Eigg-Pitchstone-Formation abgelagert. Eine Besonderheit sind Ganggesteine des Paläozäns, die mit Ausnahme der Sgurr-of-Eigg-Pitchstone-Formation die gesamte Insel mehr oder weniger in Nordwest-Südost-Richtung durchsetzen. Sie gehen vom Vulkanzentrum in Rùm aus. Derselben Richtung folgen auch mehrere Verwerfungen und die zentrale Depression auf der Insel. Die quartären Vereisungen haben auf Eigg durchaus ihre Spuren hinterlassen.

### Mesozoikum
Das Mesozoikum steht in den Tieflagen im Norden und im Osten von Eigg an und kann am besten mittels eines Küstenspaziergangs inspiziert werden.
Der Mittlere Jura (Dogger) konstituiert hier die Great Estuarine Group, die stratigraphisch folgende Formationen aufweist (vom Hangenden zum Liegenden):
- Skudiburgh-Formation
- Kilmaluag-Formation
- Duntulm-Formation
- Valtos-Sandstone-Formation
- Lealt-Shale-Formation
- Bearreraig-Sandstone-Formation

Die Great Estuarine Group (abgekürzt GEG) ist mit insgesamt 150 Meter am vollständigsten auf Eigg erhalten und umfasst die oberste Bearreraig-Sandstone-Formation bis einschließlich der Kilmaluag-Formation. Die hauptsächlichen Aufschlüsse liegen in den Küstenkliffs von der Bay of Laig bis zur Insel Eilean Thuilm an der Nordspitze. Diskontinuierliche Vorkommen finden sich auch im Brandungsbereich an der Ostküste und unterhalb der Eigg-Lava-Formation ebenfalls im Osten.
Die Gruppe der Great Estuarine Group wurde im Zeitraum oberes Aalenium bis Bathonium abgesetzt (vor zirka 171 bis 167 Millionen Jahren). Sie baut sich vorwiegend, aus Sandsteinen, Tonsteinen und untergeordneten dolomitischen Kalklagen sowie Muschelschillkalken und Algenkalken auf. Die repräsentierten Environments entsprechen Lagunen des marinen, brackigen und Frischwassermilieus, gezeitenbeeinflussten Lagunen, Flussdeltaloben sowie alluvialen Schwemm- und Schlickebenen. Die Mächtigkeiten innerhalb der Great Estuarine Group können bedeutenden Schwankungen unterliegen. Für die Great Eastuarine Group wurden Paläotemperaturen von 15 bis 25 °C ermittelt.

#### Bearreraig-Sandstone-Formation
Die bis zu 180 Meter mächtig werdende Bearreraig-Sandstone-Formation (auf Eigg sind aber nur die obersten Lagen vorhanden) ist eine kalkhaltige, fossilienführende Sandsteinformation mit Resten von Bivalven, welche sehr reich an Konkretionen ist. Auf sie folgt gewöhnlich die 8,5 bis 12 Meter mächtige Cullaidh-Shale-Formation und die 25 bis 30 Meter mächtige Elgol-Sandstone-Formation, die jedoch beide auf Eigg nicht zugegen sind. Die Bearreraig-Sandstone-Formation wird nicht zur Great Estuarine Group gerechnet. Die Sandsteinformation beschränkt sich auf einzelne kleinere Vorkommen entlang der Nordostküste Eggs, welche unterhalb oder um die Hochwasserlinie zu liegen kommen.

#### Lealt-Shale-Formation
Die auflagernde, rund 50 Meter mächtige Lealt-Shale-Formation ist vorwiegend ein grauer Schieferton und kann in zwei Member unterteilt werden – das Kildonnan-Member im Liegenden und das Lonfearn-Member im Hangenden. Die beiden Member werden durch ein dünnes Band an stromatolithischem Algenkalk voneinander abgetrennt. Das untere Kildonnan Member besteht aus spaltbaren Siltsteinen, dünnen Kalklagen sowie Sandsteinen und enthält eine reiche Muschelfauna. Die Typlokalität des Members befindet sich an der Ostküste bei Kildonnan. In diesen Abschnitt kommt auch das Reptile Bed (Reptilienschicht) von Hugh Miller zu liegen. Diese Schicht enthält Haifischzähne von Hybodus und Plesiosaurusüberreste (Plesiosaurus dolichodeirus). An der Nordküste wurden außerdem Knochenreste von Wirbeltieren entdeckt.
Die Ablagerungsbedingungen der Formation waren generell energiearm und uniform. Die Schichten sind sehr reich an Fossilien, die Diversität der angetroffenen Gastropoden, Brackwassermuscheln, Ostrakoden und Conchostraca hält sich jedoch in Grenzen. Recht häufig sind Fisch- und andere Vertebratenreste. Die Formation ist sehr schön an der Nordküste aufgeschlossen, selbst wenn hier Komplikationen durch doleritische Lagergänge und Hangrutschungen auftreten.

#### Valtos-Sandstone-Formation

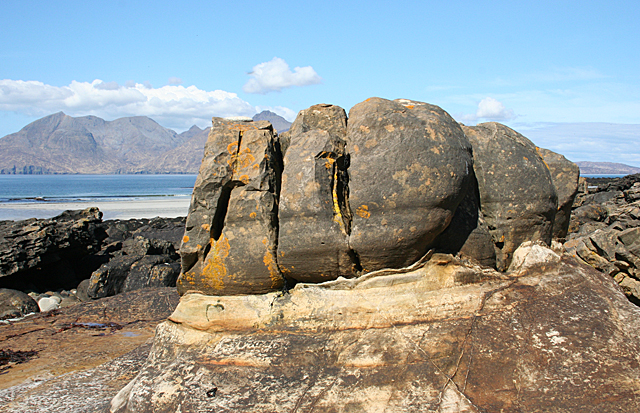
Konkretionen im Meterbereich in der Valtos-Sandstone-Formation bei Cleadale

Es folgt die Valtos-Sandstone-Formation, die sich aus hellgelben Sandsteinen aufbaut und relativ mächtig (120 bis 125 Meter) entwickelt ist. Die Formation steht oberhalb der Ostküste nördlich von Poll nam Partan in der Nähe von Kildonnan an. Sie umgürtet die Nordspitze und folgt sodann der Westküste über Camas Sgiotaig (= singende Sande) bis in die Bay of Laig hinein, in welcher mehrere Sedimentationszyklen zu erkennen sind. Die Formation entspricht einer gezeitenbeeinflussten, flachen Strandlagune, die von fluviatilen Deltaloben zugeschoben wurde. Anzeichen für zeitweiliges Trockenfallen sind vorhanden. Sie enthält reichhaltige, große, nahezu kugelförmige Kalkkonkretionen (so genannte Dogger). Sehr schöne Beispiele finden sich in der Bay of Laig. Die Konkretionen sind wahrscheinlich in einer Tiefe von mehreren hundert Metern bei Temperaturen von 31 bis 34 °C entstanden, wobei Porenwasser den Kalk der enthaltenen Muscheln in Lösung überführten. Die Konkretionen bildeten sich aber erst rund 15 Millionen Jahre nach der Diagenese der Ausgangssedimente. Die großen Konkretionen im Meterbereich benötigten dann aber noch mehrere Millionen Jahre für ihren weiteren Bildungsprozess.
Im Jahr 2020 wurde in der Valtos-Sandstone-Formation südlich von Camas Sgiotaig der Knochen eines mitteljurassischen Stegosaurus entdeckt. Dies ist der erste Dinosaurierfund in Schottland außerhalb von Skye.

#### Duntulm-Formation
Die 55 Meter mächtige Duntulm-Formation besteht aus Muschelkalken und Schiefertonen. Das Liegende der Duntulm Formation wird durch Kalkbänke gekennzeichnet, welche mit Austernresten von Praeexogyra hebridica vollgestopft sind. Diese bis zu 2 Meter mächtigen Fossilbänke hatten sich in marinen bis brackigen Lagunen entfaltet. Ins Hangende werden die Austernlagen dünner und terrestrische Einflüsse und Frischwasserzustrom gewinnen zusehends an Bedeutung, die Schichten werden sandiger und es erscheinen die Muscheln Unio und Neomidon. Die Duntulm-Formation ist in der Laig Gorge im Südosten der Bay of Laig anstehend.

#### Kilmaluag-Formation
Die 20 Meter mächtige, tonige Kalksteinfazies der Kilmaluag-Formation schließt den Mitteljura ab. Sie baut sich aus dunklen, kalkhaltigen Tonschiefern, Ostrakodenkalken und nur dünnen Austernlagen auf. Knollige, verhärtete, oft auch dolomitische Lagen wechseln einander ab. Es wird angenommen, dass die Schichten in kurzlebigen Lagunen abgesetzt worden waren. Der Fossilgehalt verweist auf ein Ablagerungsmilieu mit geringer Salinität. Zugegen sind der Gastropode Viviparus, die Muschel Unio und der Muschelschaler Antronestheria – wesentlich bedeutender sind jedoch Ostrakoden wie beispielsweise Theriosynoecum – weswegen die Formation vormals auch als Ostracod Limestones (Ostrakodenkalke) bezeichnet wurde. Aufgeschlossen ist die Formation in und nördlich der Laig Gorge  südöstlich von der Bay of Laig. Es ist zu vermuten, dass die Kilmaluag-Formation und die unterlagernde Duntulm-Formation bei Cleadale unter Till und Hangrutschungen begraben sind. Beide Formationen werden aber in Richtung Osten sukzessive von der diskordanten Oberkreide und den paläozänen Laven verdrängt.
Die Skudiburgh-Formation fehlt auf Egg.

### Oberkreide

#### Strathaird-Limestone-Formation
Das diskordant auflagernde Turonium (Oberkreide – rund 92 Millionen Jahre alt) wird von der Strathaird-Limestone-Formation gebildet, welche hauptsächlich in einem kleinen Streifen westlich der Bay of Laig aufgeschlossen ist. Die Formation zeigt Wiederaufarbeitungen und lässt somit auf tektonische Aktivitäten während der ausgehenden Oberkreide schließen.

### Vulkanisches Tertiär
Wie bereits angesprochen beginnt das vulkanische Tertiär (bzw. Paläogen) der British Paleogene Igneous Province (abgekürzt BPIP) auf Eigg mit der paläozänen Eigg-Lava-Formation, diskordant überlagert von der endpaläozänen Sgurr-of-Eigg-Pitchstone-Formation.

#### Eigg-Lava-Formation

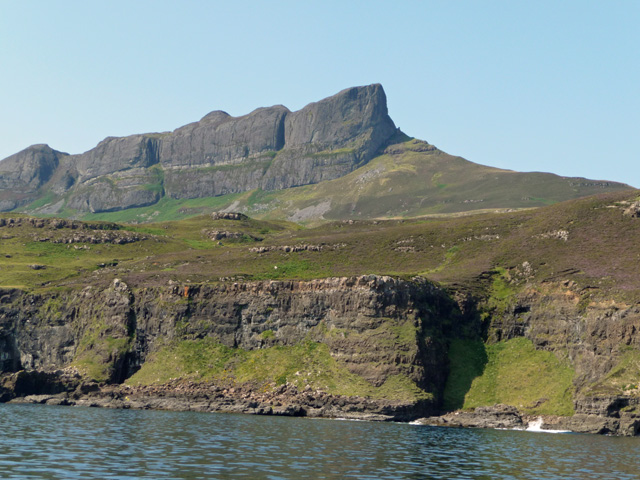
Blick von Südosten über das Küstenkliff aus der Eigg-Lava-Formation hoch zum An Sgùrr mit der Sgurr-of-Eigg-Pitchstone-Formation

Die flutbasaltartigen Lavaflüsse der Eigg-Lava-Formation nehmen einen Großteil der Insel ein, sie sind aber auch auf Muck sowie im Südosten von Rùm in Verwerfungstreppen anstehend. Im Nordteil der Insel bilden sie Steilwände östlich oberhalb von Cleadale und an der Ostküste. Die Eigg-Lava-Formation legt sich diskordant auf die Strathaird Limestone Formation der Oberkreide und auf die mitteljurassische Great Estuarine Group. Durch die Härte ihrer Laven schützt sie das unterlagernde Mesozoikum vor weiterer Abtragung. Die vulkanische Abfolge ist etwa 400 Meter mächtig und fällt sanft nach Südwesten ein. Das Liegende wird im Norden und Nordosten von gewöhnlich nur wenige Zentimeter dicken Tuffen gebildet
Die Eigg-Lava-Formation besteht aus Olivin-führenden basaltischen Laven, in der Regel Alkaliolivinbasalten, es können aber auch weiter differenzierte Glieder wie Hawaiite und Mugearite auftreten. Zwei Mugearitströme etwa 50 Meter oberhalb der Basis sind im Norden und Osten von Eigg zu beobachten. Beide zusammen sind bis zu 12 Kilometer lang. Ihre durchschnittliche Dicke von 8 bis 12 Meter deutet auf eine hohe Ausflussrate dieser bereits relativ zähen Magmen hin. Markante basaltische Hawaiitströme mit porphyrischen Feldspäten finden sich im Hangenden.
Eingekeilt zwischen die Laven sind dünne, jedoch massive, rote bis orange, eisenreiche Ton- und Siltsteine, die teilweise pyroklastischen Ursprungs sind. Da diese Zwischenlagen wesentlich leichter erodierbar sind als die Laven, entstehen trappartige Geländestufen. Im Liegenden der Formation treten auch eingeschaltete, relativ feine Sedimentlagen auf, welche den Kornbereich nicht übersteigen. Fluviatile Sedimente sind selten, jedoch erscheint ein dünnes, und nicht weit aushaltendes, geröllführendes Konglomeraten im Südosten der Insel auf der Brandungsplattform der einstigen Anlegestelle.
Das Lavafeld erstreckt sich untermeerisch bis nach Muck im Südwesten und noch rund 10 Kilometer weiter nach Südsüdwesten. Auf Muck konnte ein vulkaniklastischer Sandstein im Liegenden der Abfolge mittels der Argon-Argon-Methode auf 60,65 ± 0,07 Millionen Jahre datiert werden. Dieses Alter ist vergleichbar mit dem Alter der unteren Laven auf Mull (Mull Lava Field), es wird daher angenommen, dass eine Verbindung zum weiter südwärts gelegenen Lavafeld auf Mull bestand.

#### Sgurr-of Eigg-Pitchstone-Formation

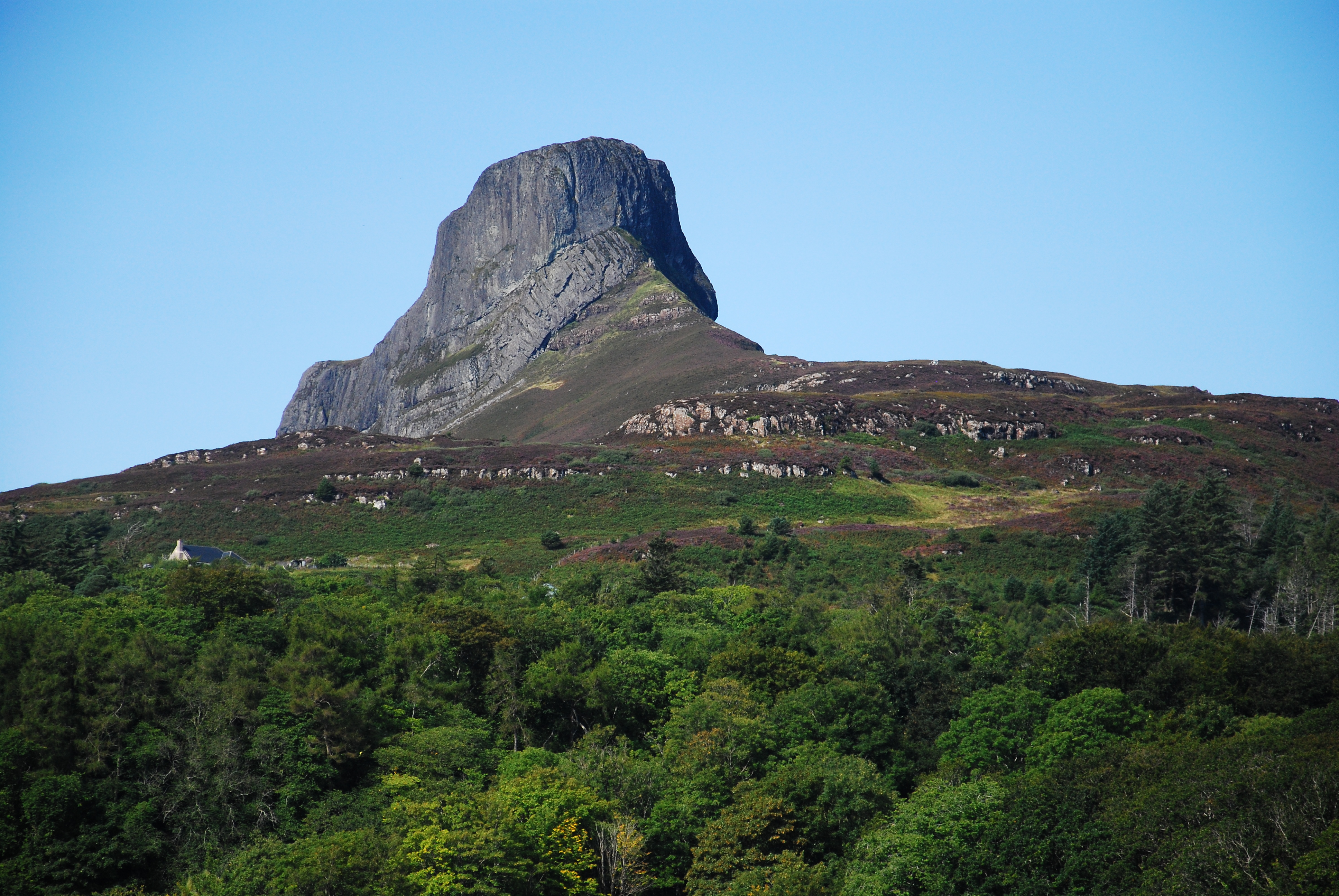
Der 393 Meter hohe An Sgùrr. Der imposante Gipfelaufbau besteht aus der Sgurr of Eigg Pitchstone Formation, die sich diskordant über die Eigg Lava Formation gelegt hat.

Die Sgurr-of-Eigg-Pitchstone-Formation ist eine 120 Meter mächtige, zusammengesetzte, vulkanische Einheit mit säuliger Absonderung, die im Süden und Südwesten der Insel den glatten und jäh aufragenden  Höhenrücken des An Sgùrrs aufbaut, welcher sich nach Nordwesten bis Bidean Boidheach fortsetzt. Gleichzeitig bildet sie auch die Inselchen von Òigh-sgeir, die 15 Kilometer weiter westlich von Rùm gelegen sind.
Die Formation besteht aus porphyrischen, trachydazitischen bis rhyodazitischen Pechsteinen und liegt diskordant auf den Basaltlaven der Eigg-Lava-Formation. Im frischen Zustand ist der glasige Pechstein von schwarzer Farbe und wird von kleinen Feldspatkristallen gespickt. Entglasungserscheinungen sind weit verbreitet, vor allem im Liegenden. Hier an der Basis ist der Pechstein zerbrochen und zersetzt und mit unterlagernden Sedimenten vermischt – was auf phreatische Explosionen beim Kontakt mit den noch nassen Sedimenten schließen lässt.
Generell zeichnet sich der Pechstein durch eine hervorragende Säulenabsonderung aus. Die räumliche Ausrichtung der Säulenklüfte ist jedoch auf Eigg enorm variabel. Dies hängt mit den steilen Talseiten zusammen, von denen die Abkühlung nach innen fortgeschritten war. Möglicherweise hat hierzu auch hinzutretendes Oberflächenwasser beigetragen, als es in die sich abkühlende Masse einsickerte.

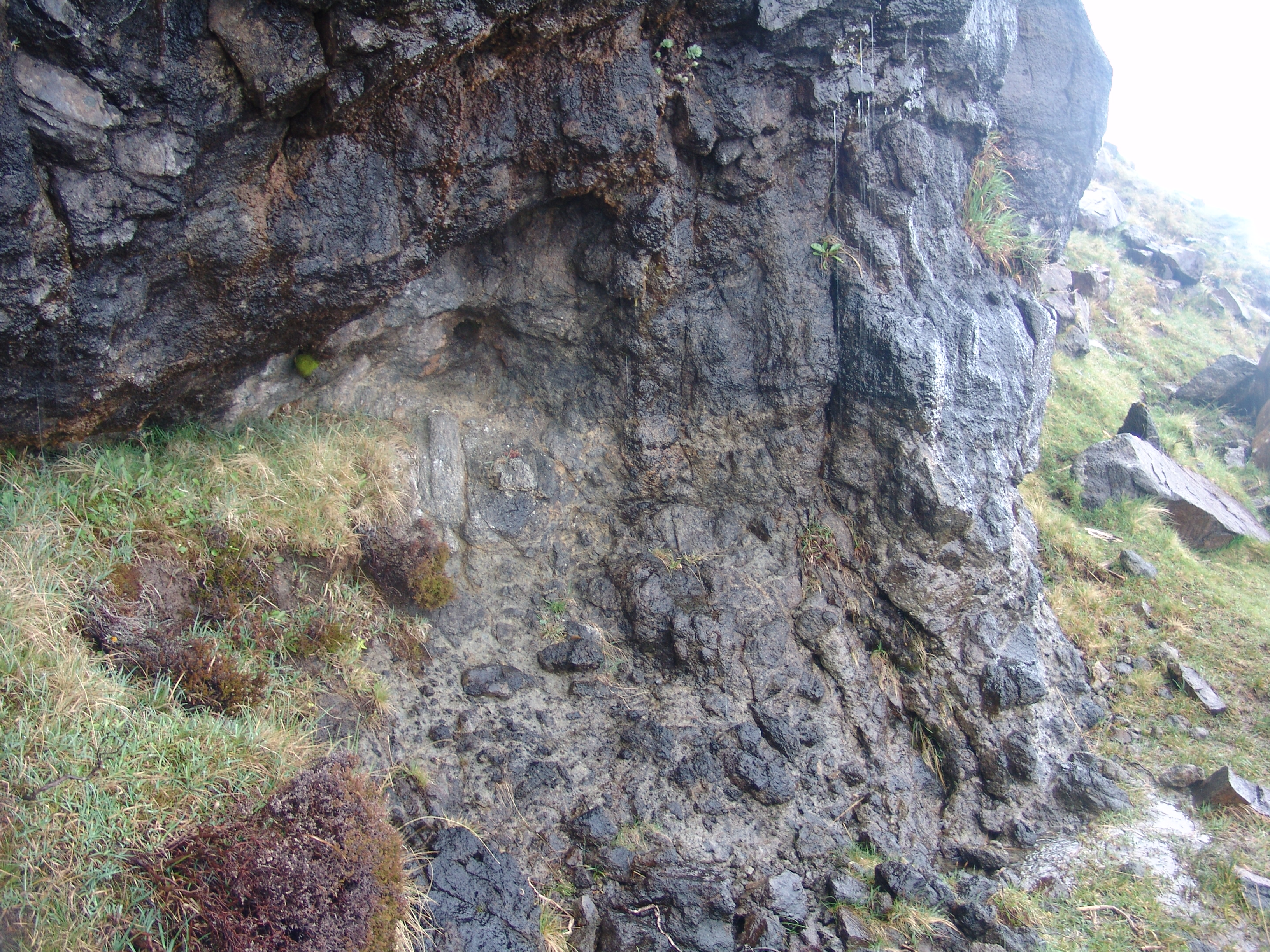
Kontakt zwischen der Brekzie und dem auflagernden Pechstein

Die Formation beginnt im Liegenden örtlich mit einer 1 bis 2 Meter mächtigen Brekzie aus Pechstein, welche ihrerseits noch Taschen von mit Pflanzenresten versehenen, fluviatilen Konglomeraten (hervorgegangen aus der Eigg Lava Formation) aufsitzen kann. Die Taschen können stellenweise wie bei Bidean Boidheach an die 50 Meter an Mächtigkeit erreichen. Die unterlagernde basale Brekzie wird wie bereits angesprochen als Produkt von phreatomagmatischen Explosionen angesehen, welche sich durch den Kontakt des ausfließenden Pechsteins mit nassen Flusssedimenten ereignet hatten.
Die Formation war bereits sehr früh (1871, 1897) von Archibald Geikie insgesamt als ein Lavastrom gedeutet worden, der in einem steilseitigen, in die Laven eingeschnittenen Flusstal abgeflossen war. Bei Bidan Boidheach und am Ostende des An Sgùrrs zeigen die steilseitigen Kontakte, dass die Konglomerate und der Pechstein ein Canyon-artiges Paläotal ausfüllten, welches aus den unterlagernden basaltischen Laven der Eigg-Lava-Formation herauspräpariert worden war.
In den untersten 3 Metern des Pechsteins bei Bidean Boidheach befindet sich ein dünner Horizont mit Fließbänderung, welcher womöglich eine verschweißte Tufflage repräsentiert. Laut Emeleus (1997) setzte der Sgurr-of-Eigg-Pitchstone zu Beginn mit einem kleinvolumigen Aschenstrom ein, welchem zwei oder mehr Lavaflüsse folgten und so das Paläotal in der Eigg-Lava-Formation schließlich vollkommen übermannten.
Mehrere Meter dicke, bleiche, cremefarbene, entglaste Pechsteinniveaus sind an den südlichen Steilwänden des An Sgurr-Höhenrückens recht häufig zu sehen. Es handelt sich hierbei um Intrusionen eines weiter  differenzierteren rhyolithischen Magmas in die Hauptmasse des Pechsteins – um einen so genannten Vitrophyr. Brown und Bell (2013) sehen jedoch hierin ein Entglasungsphänomen – was auch durch nahezu kugelförmige Sphärolithen, die sich während des Entglasungsprozesses gebildet hatten, untermauert wird. Diese ursprünglichen glasigen Lagen werden somit jetzt als untere und obere Vitrophyre der dunklen Ignimbriteinheiten angesehen. Diese Vitrophyrlagen können sich seitwärts sehr stark ausdünnen und schließlich ganz verschwinden.
Auch die ursprüngliche Interpretation der Sgurr-of-Eigg-Pitchstone-Formation als SiO2-reiche Lava mit einem untergeordneten Aschenstrom an der Basis wird jedoch mittlerweile anhand von Geländebeobachtungen sowie petrographischen und geochemischen Untersuchungen angezweifelt. So reinterpretieren David J. Browne und Brian R. Bell (2013) die Formation vollständig als Ignimbrit, d. h. als Ablagerung eines mehrpulsigen, pyroklastischen Dichtestroms. Kieselsäure-reiche Laven und Ignimbrite sind oft sehr schwierig auseinanderzuhalten – sowohl im Gelände als auch unter dem Polarisationsmikroskop.
Als Ausbruchszentrum des Ignimbrits gilt neuerdings Marsco in den Western Red Hils auf Skye – und nicht wie zuvor angenommen das Vulkanzentrum von Rùm.
Anhand von Sanidin konnte mit Ar-Ar ein Alter von 58,72 ± 0,07 Millionen Jahre für die Formation ermittelt werden.

### Devensian

#### Dimlington Stadial
Während des Dimlington Stadials (Letzteiszeitliches Maximum) des Devensians hatten die Berge des südlichen Rùms wahrscheinlich einen unabhängigen Eisdom getragen. Die Verteilung der Gletscherschrammen und der Erratika im umgebenden Tiefland von Rùm und auch auf den umliegenden Inseln legen aber nahe, dass die kleineren Inseln wie beispielsweise Eigg vom Haupteis des schottischen Festlands überfahren worden waren, wohingegen die Eismassen den Eisdom von Rùm umflossen hatten. Gletscherschrammen auf Eigg selbst indizieren eine nach Westen gerichtete Bewegung der Eismassen sowie eine mögliche Umfahrung des An Sgùrrs.
Als Erratika finden sich auf Eigg Metamorphite der Moine Supergroup, welche eindeutig vom Festland stammen. Eine Ausnahme bilden in diesem Zusammenhang die Hochlagen im Norden Eiggs, auf denen bisher noch keinerlei Erratika entdeckt wurden.
Aus der letzten Kaltzeit (Devensian) stammen Buckelmoränen (Englisch hummocky moraines), zu sehen nördlich der Bay of Laig. Im Nordosten Eiggs stehen zwei Nordost-streichende Moränenrücken an. Der östliche der beiden Rücken entstand als Rundhöcker (engl. crag-and-tail), als das Eis um das Nordende der Insel herumfloss, wohingegen der westliche Rücken eine Seitenmoräne darstellt, welche beim Abschmelzen des Eises zurückblieb. Bei Cleadale finden sich gute Beispiele für Toteisseen.

#### Spät- und Postglazial

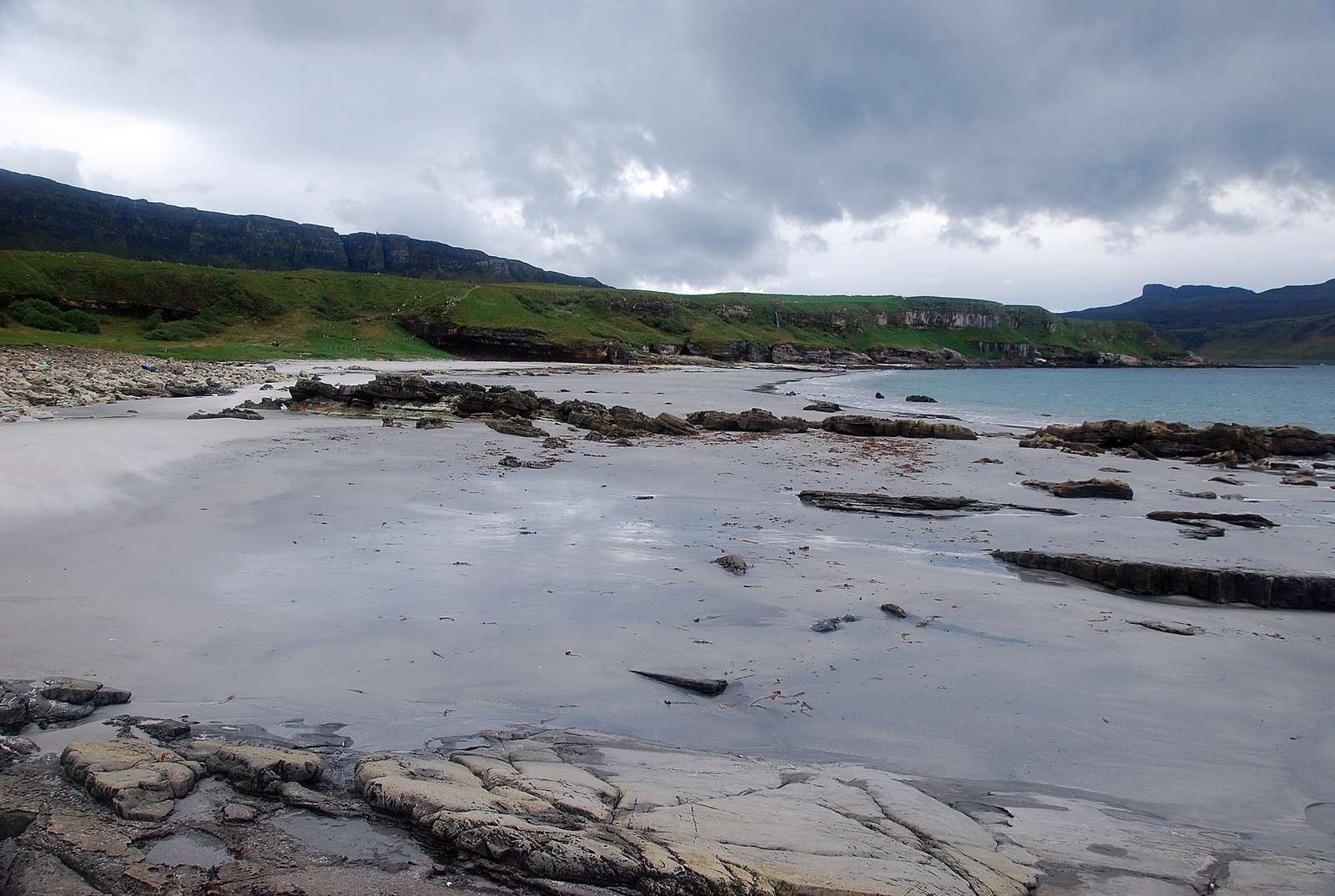
Camas Sgiotaig mit der Valtos-Sandstone-Formation. Im Hintergrund die Sturmplattform auf 25 Meter Meerhöhe.

Die Eismassen des Devensians hatten durch ihr schieres Gewicht in Schottland generell zu einer isostatischen Absenkung der Landoberfläche geführt. Gleichzeitig sank der Meeresspiegel, da riesige Wassermengen im kontinentalen Eis gebunden wurden. Mit den klimatischen  Erwärmungen im Spätglazial und dem anschließenden Holozän kehrten sich diese Prozesse um. Das isostatische Auftauchen der Landoberfläche blieb jedoch anfangs hinter dem eustatischen Meeresspiegelanstieg zurück – mit dem Ergebnis, dass es zu einer Flutung kam und sich Meeresbuchten (engl. raised beaches), Strandlinien und andere marine Erosionsformen wie Brandungsplattformen oberhalb des jetzigen Meeresniveaus herausbilden konnten. Da der Hebungsprozess sich später jedoch beschleunigte und schneller voranging als der Schmelzwasser bedingte Meeresspiegelanstieg, konnten diese Geländeformen präserviert werden.
Auf Eigg findet sich das Beispiel für einen spätglazialen angehobenen Strand im Norden der Insel in der Nähe von Eilean Thuilm. Dieser hatte sich auf Hangrutschungsablagerungen installiert und wurde sodann durch weitere spätere Rutschungen teilweise maskiert. Die Sturmablagerungen bei Camas Sgiotaig liegen auf 25 Meter über dem aktuellem Meeresniveau. Auch im Süden der Bay of Laig befindet sich ein spät- bis postglazialer Strand, der zum Teil von holozänem Flugsand überdeckt wird.
Allem Anschein nach waren die ausgedehnten Hangrutschungen und Felsabgänge entlang der Westseite der Insel mit Gletschereis assoziiert. Aus dem oberen Lavaabbruch waren Schuttmassen auf einen darunterliegenden Kargletscher gestürzt, welcher am Wandfuß überlebt hatte. Der Kargletscher transportierte den Schutt eine gewisse Strecke und setzte ihn dann ab. Dieser Vorgang ist wahrscheinlich dem Loch Lomond Readvance zuzuordnen.
Weiter gen Westen schließt sich ein 2 × 0,5 Kilometer großes Gebiet mit gut definierter Westgrenze an, das mit chaotischen Lavablöcken übersät ist, welche in eine schlecht sortierte Tonmatrix eingebettet sind. In diesem höckrigen Terrain sind kleine Toteisseen (engl. kettleholes) sehr häufig. Sodann schließen sich westwärts niedrige Moränenrücken an, die steifem Till aufsitzen. Auf diesen Moränenrücken hatte sich schließlich die bereits angesprochene, spätglaziale Strandterrasse von Camas Sgiotaig (mit Niveau 25 Meter über Normalnull) ausgebreitet. Das Material der Moränenrücken stammte offensichtlich vom Lavaplateau. Es wurde wahrscheinlich im Endstadium der Vereisung von den Eismassen des Devensians vom Plateau abgehobelt und gen Westen transportiert.

### Holozän

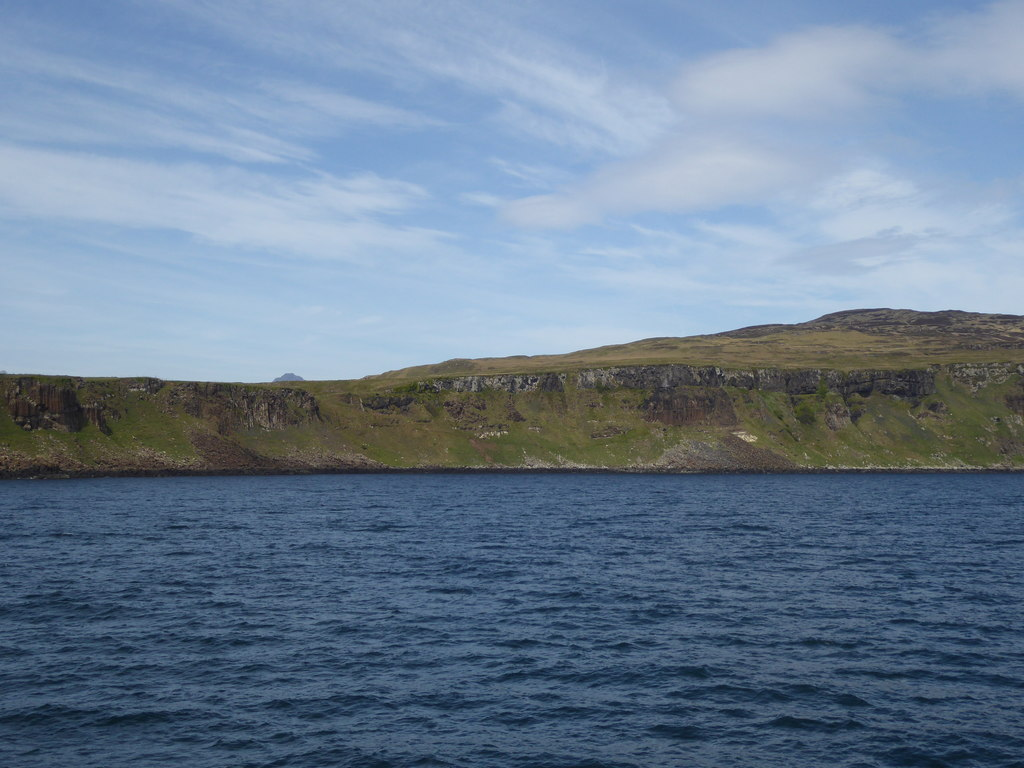
Kliffs mit Steinschlag – Eigg-Lava-Formation an der Ostküste bei Kildonnan

Dem Holozän sind vereinzelte Torftaschen hinter der Bay of Laig zuzuordnen. Hohe Niederschläge und stark erhöhte Feuchtigkeitsgehalte in der Erdatmosphäre hatten im 3. Jahrtausend v. Chr. vor heute zu einem Niedergang der Waldbestände aufgrund wassergesättigter Böden geführt. Dadurch kam es zum Wachstum von Torfmooren, die bis auf den heutigen Tag viele Abhänge bedecken.
Spektakuläre Hangrutschungen finden sich überall entlang dem nordöstlichen Küstenstreifen und auch hinter der Bay of Laig, insbesondere unterhalb der Lavaabbrüche. Sie maskieren zum Großteil die anstehenden mesozoischen Sedimente. Die große Hangrutschung bei Eilean Thuilm im Norden ist möglicherweise noch aktiv. Westlich der Bay of Laig kommen spätglaziale Strandablagerungen gegen einen rotationellen Hangrutsch zu liegen. An der Nordostküste von Eigg sind schuttbedeckte Hangrutschungen und auch sehr junge Ereignisse zu sehen. Auch sehr frische Steinschläge sind hier häufig, welche gewöhnlich aus der Valtos-Sandstone-Formation oder den überlagernden paläozänen Laven stammen. Im Cleadale wurde ein Haus durch Steinschlag zerstört und nördlich von Kildonnan kommt es an der Küste nach wie vor zu Felsabgängen. Bei Gruilin Cottage im Süden liegen große Steinschlagsblöcke aus säuligem Pechstein, der aus der Südfassade des An Sgùrrs herausgebrochen war.
Rezente Sandablagerungen, die aus der Valtos-Sandstone-Formation hervorgingen, finden sich in der Bay of Laig. Die singenden Sande (engl. singing sands) von Camas Sgiotaig geben schrille Töne von sich, sobald trockener Sand betreten wird.

## Ressourcen
An Ressourcen sind auf Eigg eigentlich nur diatomitreiche Böden zu nennen. Diatomit wurde beispielsweise früher auf Skye abgebaut und sodann auf dem Festland zur Herstellung von Dynamit, Filtern und Isolatoren weiterverwendet.
Aus kleinen Schürfen entlang der Verbindungswege wird oft Schotter und Splitt aus Basalt gewonnen, der im Wege- und Strassenbau zum Einsatz kommt. Früher war für Teerbeläge auch noch Marmorsplitt aus Skye eingesetzt worden.

## Zusammenschau

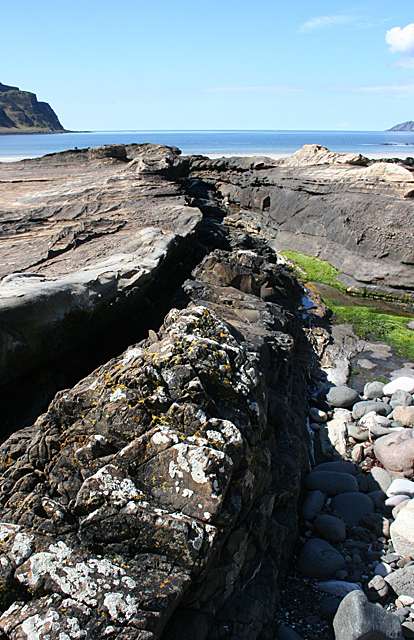
Basaltgang in der Valtos-Sandstone-Formation an der Westküste nördlich der Bay of Laig

Das Grundgebirge ist auf der Insel Eigg nirgendwo anstehend, ist aber zweifellos im tieferen Untergrund vorhanden. Zu erwarten sind hierbei Gesteine des Hebriden-Terrans (Kambro-Ordovizium, Torridonian und Lewisian – wobei das Torridonian 5 Kilometer weiter nordwestlich von Eigg tatsächlich am Meeresboden angetroffen wird). Die Moine Thrust streicht direkt an der Ostküste entlang und deswegen ist das Northern-Highlands-Terran im Untergrund im Osten von Eigg zu vermuten.
Die Basis der Insel wird von flachliegenden Schichten des Mitteljuras gebildet, welche eine Gesamtmächtigkeit von rund 150 Metern erreichen. Durch eine Diskordanz abgetrennt folgt nur 5 Meter mächtige Oberkreide.
Auf diese marinen Sedimente legten sich (erneut diskordant) die Vulkanite der British Paleogene Igneous Province, die sich während des ausgehenden Paläozäns im Zuge der Öffnung des Nordatlantiks gebildet hatten. Zuerst lagerten sich die Basaltlaven der rund 400 Meter mächtigen Eigg-Lava-Formation ab. Basaltische Gänge durchsetzen sowohl die mesozoischen Sedimente als auch die Laven, sind aber älter als die folgende, 120 Meter mächtige Sgurr-of-Eigg-Pitchstone-Formation. Diese entstand gegen Ende des Paläozäns und besteht aus trachydazitischen bis rhyodazitischen Pechsteinen.
Seit dem Beginn des Eozäns ist die Insel den Kräften der Erosion ausgesetzt, welche vor allem in der letzten Kaltzeit starke Oberflächenveränderungen bewirkten. Ab dem Spätglazial und während des gesamten Holozäns unterliegt die Insel dem Wechselspiel zwischen Isostasie und Meeresspiegelanstieg – ausgelöst durch das Abschmelzen der kontinentalen Eismassen des British Irish Ice Sheets.